# Кобленко Вікторія
Вікторія Кобленко (нід. Victoria Koblenko; нар. 19 грудня 1980, Вінниця) — нідерландська акторка, телеведуча та колумністка українського походження.

## Біографія
Народилася в Україні у м. Вінниця. З 13 років проживає та працює в Нідерландах, коли її батьки переїхали на постійне місце проживання в Голландію. Студенткою в Лейденському університеті вивчала славістику та політологію. У 2005 році Вікторія Кобленко зайняла посаду амбасадорки нідерланського благодійного фонду «Супутник».
Володіє російською, українською, англійською, французькою, німецькою та нідерландською мовами.
Протягом останніх років зіграла у багатьох нідерландських телесеріалах та фільмах. Російською дебютувала 2008 року в серіалі «Спадщина» (Наследство) (16 серій, замовник Перший канал Громадського російського телебачення), партнерами по фільму виступили Роман Мадянов, Олександр Домогаров, Олександр Балуєв, Родіон Нахапетов, Ада Роговцева, Олена Дробишева.
У серіалі «Сестри» зіграла разом з Богданом Ступкою, Юрієм Бєляєвим, Олександром Устюговим одну з центральних ролей родини Корольових.

## Фільмографія

### Фільми
| Рік  | Фільм                                                        | Роль               |
| ---- | ------------------------------------------------------------ | ------------------ |
| 2004 | Stille Nacht                                                 | Marieke Kopermolen |
| 2006 | American Dreams                                              | Marina             |
| 2006 | Doodeind                                                     | Laura              |
| 2006 | Sl8n8                                                        | Kristel Lodema     |
| 2012 | De Club van Sinterklaas of het geheim van de Speelgoeddokter | Nicole             |

#### Ролі
| Назва                        | Сезон | Рік       | Роль               | Епізодів    | Канал       |
| ---------------------------- | ----- | --------- | ------------------ | ----------- | ----------- |
| Goede tijden, slechte tijden | 11-15 | 2000-2005 | Isabella Kortenaer | > 500       | RTL 4       |
| Costa! de Serie              | 1     | 2001      | Quirine            | 1 Епізод    | BNN         |
| Het Glazen Huis              | 1     | 2004      | Danielle           | 1 Епізод    | RTL 4       |
| Van Speijk                   | 1     | 2006      | Charmaine          | 9 Епізодів  | Talpa       |
| Boks                         | 1     | 2006      | Anke               | 2 Епізодів  | Talpa       |
| Sorry, Minister              | 1     | 2009      | Ellen              | 1 Епізод    | VPRO        |
| Vuurzee                      | 2     | 2009      | Kim van Megen      | 12 Епізодів | VARA        |
| Сёстры Королевы              | 1     | 2008-09   | Лена               | 12 Епізодів | Channel One |
| Bloedverwanten               | 1     | 2009—2010 | Laura              | 12 Епізодів | AVRO        |
| Bloedverwanten               | 2     | 2010—2011 | Laura              | 10 Епізодів | AVRO        |
| FEUTEN                       | 3     | 2012—2013 | Anne Fleur         | 10 Епізодів | BNN         |
| Bloedverwanten               | 3     | 2013—2014 | Laura              | 10 Епізодів | AVRO        |